# Voluntary Human Extinction Movement

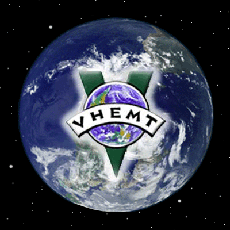
Logo

Voluntary Human Extinction Movement (auf Deutsch etwa „Bewegung für das freiwillige Aussterben der Menschheit“), besser bekannt unter der Abkürzung VHEMT (ausgesprochen auch vehement), ist eine tiefenökologische geistige Strömung, die für das freiwillige Aussterben der Menschheit eintritt. Ihr Motto „Mögen wir lange leben – und aussterben“ fasst ihr Ziel knapp zusammen. Einige ziehen die Fassung „Mögen wir gut leben – und aussterben“ vor. Dieser Standpunkt ist nicht ungewöhnlich im Weltbild der Tiefenökologie, das die Menschheit in der Welt nicht höher einordnet als die Biosphäre der Erde.
Die Idee des VHEMT befürwortet dabei keinen Mord, Selbstmord, erzwungene Abtreibung oder andere gewaltsame Methoden; stattdessen möchte sie die Menschen dazu ermutigen, sich mit dem eventuell vorhandenen Kinderwunsch kritisch auseinanderzusetzen und freiwillig aufzuhören, sich weiter zu reproduzieren. Das VHEMT steht damit im Gegensatz zu extremen Vertretern antinatalistischer Positionen, wie zum Beispiel die von Chris Korda geleitete Church of Euthanasia, die explizit Suizid, Schwangerschaftsabbruch, Kannibalismus und Analsex als Methoden zur Erreichung ihrer Ziele propagieren.
Die VHEMT-Bewegung kennt zwei Ebenen der Unterstützung. „Freiwillige“ sind Leute, die an das Ziel von VHEMT glauben und die sich darum dafür entschieden haben, keine Kinder zu bekommen (oder keine weiteren, falls sie zum Zeitpunkt des Beitritts schon Kinder hatten). „Unterstützer“ sind Leute, die nicht unbedingt wollen, dass die Menschheit ausstirbt, aber dennoch der Meinung sind, eine Reduzierung der Bevölkerung wäre angebracht. Auch sie wollen keine (weiteren) Kinder bekommen.
VHEMT betrachtet sich selbst nicht als Organisation, da keine Strukturen oder Vernetzungen unter den Befürwortern vorhanden sind. VHEMT ist eine geistige Haltung, die durch ihre Internetseite in Teilen dargestellt wird, was jedoch nicht zwingend mit den Anschauungen der Befürworter deckungsgleich sein muss. Eine offizielle Stimme dieser Haltung existiert somit nicht.